# Heterorhabdus egregius
Heterorhabdus egregius is een eenoogkreeftjessoort uit de familie van de Heterorhabdidae. De wetenschappelijke naam van de soort is voor het eerst geldig gepubliceerd in 1972 door Heptner.